# Arthur Ténor
 (juillet 2025).
Œuvres principales
Il s'appelait le Soldat Inconnu, Né maudit, Je suis charliberté , L’enfer au collège, Le livre dont vous êtes la victime,
Arthur Ténor, pseudonyme, originaire de l’Allier, né le 5 juin 1959, est un écrivain français, spécialisé dans la littérature pour la jeunesse.

## Biographie
Ancien instituteur, Arthur Ténor présente un roman à un éditeur qui lui conseille de s’intéresser au jeune public, conseil qu’il suit avec succès. Son premier roman est publié en 1998. Il est aujourd’hui, avec une bibliographie qui compte plus de 170 titres, un des auteurs français parmi les plus lus. 
Il a publié des récits pour toutes les tranches d’âges et dans pratiquement tous les domaines. Il est connu notamment pour ses récits historiques, sur les deux guerres mondiales, Versailles et Louis XIV ou encore le Moyen Âge et ses séries d’héroic fantasy chez Scrineo et au Seuil Jeunesse qui ont rencontré un vrai succès.
Il se décrit lui-même comme un « explorateur de l’Imaginaire » et explique que sa passion de l’écriture est « semblable à celle d’un aventurier sans cesse en quête de contrées inconnues, de rencontres inoubliables, de péripéties palpitantes ». En ce sens, il s’intéresse de près à l’innovation. Ainsi a-t-il été le premier à proposer le principe du Dénouement à la demande pour permettre aux lecteurs de sa série L’elfe au dragon (Seuil Jeunesse) d’obtenir (ou « pas tout de suite ») la Révélation finale. Il a également inauguré le principe des fins alternatives, accessibles sur une page dédiée de l’éditeur (Pocket Jeunesse), lors de la sortie de son roman Le livre dont vous êtes ENCORE la victime (en 2014). Il a aussi été le premier auteur jeunesse à publier des romans en format numérique, dont le premier roman numérique interactif.

## Publications
- Le roman de l’Etrange Inconnu, éd. Pocket (coll. Jeunesse), 2005Réédité chez Airvey Editions en 2019
- Guerre Secrète à Versailles, éd. Gallimard Jeunesse, 2003
- Il s’appelait… le Soldat Inconnu, éd. Gallimard Jeunesse, 2010 (dernière édition)
- Le livre dont vous êtes la victime, éd. Pocket (coll. Jeunesse), 2004
- Le roman de l’étrange Inconnu, éd. Pocket (coll. Jeunesse), 2011
- Y'a pas que la mort dans la vie !, éd. Grasset (coll. Jeunesse), 2005
- Graine de résistant, éd. Magnard (coll. Jeunesse), 2005
- Passeport pour l’enfer, éd. Grasset (coll. Jeunesse), 2006
- Le voleur de destin, éd. Magnard (coll. Tipik junior), 2006
- Rumeur !, éd. Magnard (coll. Jeunesse), 2006
- La Table de feu, éd. Milan, 2006
- Les messagères des abysses, éd. Grasset, 2007
- Le secret du génie humain, éd. Grasset, 2008
- Né maudit, éd. Nathan poche, 2007
- A mort l’innocent, éd. Oskar Jeunesse, 2007
- Le dernier des Templiers[2] (ill. : Vincent Dutrait), éd. Hachette, 2005 (ISBN 2013219857)
- La Tempête, éd. Oskar Jeunesse, 2010
- Série Les chevaliers en herbe (ill. : Claude et Denise Millet), éd. Gallimard (coll. Folio Cadet)
  - Le Bouffon de chiffon
  - Le Monstre aux yeux d’or, 2002 (ISBN 2070549755)
  - Dangereux complots
  - Le Chevalier Fantôme
- Série Le Félin, agent secret médiéval, éd. Lito, Éveil et Découvertes depuis avril 2010
  - Le Sorcier de Brocéliande
  - Mystère au congrès d’alchimie
  - Le Monstre des Carpates
  - Péril en la papauté (éd. Lito) - Péril au monastère (éd. Éveil et Découvertes)
  - Le papyrus de Maître Pirus
  - Mission Toutankhamon
  - Le Marais de la Goule
  - Les Chevaliers de l’Apocalypse
  - Le Trésor des Templiers (éd. Éveil et Découvertes)
  - Le Carnaval des Malandrins
  - Les disparus de Montaguil (éd. Éveil et Découvertes)
  - Alerte à la peste
  - …d’autres titres sont parus aux éditions J'ai lu
- Série Les Voyages Extraordinaires, éd. Plon (coll. Jeunesse)
  - Voyage extraordinaire au royaume des 7 Tours, 2006 (ISBN 978-2-298-00727-5)
  - Voyage extraordinaire dans l’empire des mondes, 2007 (ISBN 978-2-259-20710-2)
  - Voyage extraordinaire sur le Continent des Épopées, 2008 (ISBN 978-2-259-20866-6)
  - Sur les terres du comte Dracula, 2010 (ISBN 978-2-259-21086-7)
- Série L’elfe au dragon, Éditions du Seuil (coll. Jeunesse)
  - Les Maraudeurs d’Isuldain
  - Le Jugement des Dragons
  - Sorciers des mondes glauques
  - Au funeste pays des Oraclidès
  - L’Effroyable Bataille
  - Le Crépuscule des Magiciens
- Série L’Apprentie Alchimiste, éd. Nathan
  - L’élixir de l’oubli
  - L’énigme de la pierre de dragon
  - Le fantôme de Notre-Dame
  - Le trésor sacré des Templiers
  - Le voleur de génies
  - Guet-apens au cimetière
- Les albums Agathabaga la sorcière, éd. Lito
- Série A l’école des Pages du Roy-Soleil, Éditions du Seuil (coll. Jeunesse)
  - Sabotages en série à Versailles, janvier 2011 (prix littéraire d'Onet à Lire 2012)
  - Le Manuscrit  volé 
  - L’autre affaire des poisons
- L’enfer au collège (ill. : Olivier Latyk), éd. Milan (coll. Poche Junior), 2012 (ISBN 978-2-7459-5977-5)
- Les Fabuleux, éd. Scrinéo Jeunesse, 2013Il s’agit du récit « origine » des Voyages extraordinaires parus chez Plon
- Tsunami !, éd. Oskar Jeunesse, 2013
- Roman d’horreur (série de 3 titres à ce jour), éd. Scrinéo Jeunesse, 2013
- E-Machination, Éditions du Seuil (coll. Jeunesse), 2013
- A mort la haine !, éd. Oskar Jeunesse (coll. Court-Métrage), 2013
- Un prof en enfer, éd. Oskar Jeunesse (coll. Roman société), 2014
- Le livre dont vous êtes ENCORE la victime, éd. Pocket (coll. Jeunesse), 2014
- Le Roman d'un non-mort, éd. Scrinéo (coll. Jeunesse), 2015
- Le roman de l'étrange inconnu, éd. Méhari (coll. Jeunesse), 2015
- Je suis Charliberté, éd. Scrineo (coll. Jeunesse), 2016
- Le mystère Saint-Exupéry, éd. Scrineo (coll. Jeunesse), 2016
- Terroriste... toi !, éd. Oskar (coll. Jeunesse), 2016
- Pourquoi ? Le combat des anges, éd. Scrineo (coll. Jeunesse), 2017
- Lucien dans l'enfer des tranchées, éd. Scrineo collection Vis la vie, 2021

- Guerre des idées au collège - Laïcité en danger, éd. Scrineo, 2017
- La théorie du complot, éd. Scrineo, 2018
- Plastique Apocalypse, éd. Le Muscadier, 2018
- L'avertissement des abysses, éd. Le Muscadier, 2019
- Smartphone panic. Ed.Scrineo, 2019
- Escape Book - La maison fantôme de Mme Hideuse - 404 éditions - 2019
- Les nano-mutants - Le réveil de Zeus - Ed. du Rocher - 2019
- La guerre des youtubeurs. Ed. Scrineo, 2020.
- No limit la violence ! Ed. Scrineo, 2022.
- Dead Lines (series:ECHOS) 2015
- Incarnez Sherlock HOLMES dans l'affaire Lewing Ed. Scrineo, 2023.
- Harceleur Ed. Scrineo, 2024.
- J'étais Dracula - Le maudit Ed Scrineo 2024
- J'étais Arsène Lupin - Gentleman espion Ed Scrineo 2025